# Scaphura lefebvrei
Scaphura lefebvrei is een rechtvleugelig insect uit de familie sabelsprinkhanen (Tettigoniidae). De wetenschappelijke naam van deze soort is voor het eerst geldig gepubliceerd in 1835 door Brullé.